# Manučechr Džalilov
Manučechr Nasrulloevič Džalilov (in russo Манучехр Насруллоевич Джалилов?; Hisor, 27 settembre 1990) è un calciatore tagiko, di ruolo centrocampista.

## Carriera

### Club
Comincia la sua carriera nella seconda squadra del Lokomotiv Mosca, da cui si svincola nel 2010, dopo aver giocato 44 partite ed aver segnato 8 gol.
Milita poi nel Neftechimik.

### Nazionale
Con la nazionale tagika Under-17 ha preso parte al campionato del mondo del 2007, giocando tutte le 4 partite della propria squadra.
Il 2 settembre 2011 ha esordito con la nazionale maggiore in una partita contro l'Uzbekistan.

## Statistiche

### Cronologia presenze e reti in nazionale
| Cronologia completa delle presenze e delle reti in nazionale ― Tagikistan | Cronologia completa delle presenze e delle reti in nazionale ― Tagikistan | Cronologia completa delle presenze e delle reti in nazionale ― Tagikistan | Cronologia completa delle presenze e delle reti in nazionale ― Tagikistan | Cronologia completa delle presenze e delle reti in nazionale ― Tagikistan | Cronologia completa delle presenze e delle reti in nazionale ― Tagikistan | Cronologia completa delle presenze e delle reti in nazionale ― Tagikistan | Cronologia completa delle presenze e delle reti in nazionale ― Tagikistan |
| Data                                                                      | Città                                                                     | In casa                                                                   | Risultato                                                                 | Ospiti                                                                    | Competizione                                                              | Reti                                                                      | Note                                                                      |
| ------------------------------------------------------------------------- | ------------------------------------------------------------------------- | ------------------------------------------------------------------------- | ------------------------------------------------------------------------- | ------------------------------------------------------------------------- | ------------------------------------------------------------------------- | ------------------------------------------------------------------------- | ------------------------------------------------------------------------- |
| 02-09-2011                                                                | Tursunzoda                                                                | Tagikistan                                                                | 0 – 1                                                                     | Uzbekistan                                                                | Qual. Mondiali 2014                                                       | -                                                                         |                                                                           |
| 26-3-2015                                                                 | Malé                                                                      | Maldive                                                                   | 0 – 2                                                                     | Tagikistan                                                                | Amichevole                                                                | 1                                                                         |                                                                           |
| 31-3-2015                                                                 | Dušanbe                                                                   | Tagikistan                                                                | 2 – 3                                                                     | Siria                                                                     | Amichevole                                                                | -                                                                         |                                                                           |
| 11-6-2015                                                                 | Dušanbe                                                                   | Tagikistan                                                                | 1 – 3                                                                     | Giordania                                                                 | Qual. Mondiali 2018                                                       | 1                                                                         |                                                                           |
| 17-6-2015                                                                 | Dacca                                                                     | Bangladesh                                                                | 1 – 1                                                                     | Tagikistan                                                                | Qual. Mondiali 2018                                                       | -                                                                         |                                                                           |
| 8-9-2015                                                                  | Dušanbe                                                                   | Tagikistan                                                                | 0 – 3                                                                     | Australia                                                                 | Qual. Mondiali 2018                                                       | -                                                                         |                                                                           |
| 8-10-2015                                                                 | Biškek                                                                    | Kirghizistan                                                              | 2 – 2                                                                     | Tagikistan                                                                | Qual. Mondiali 2018                                                       | -                                                                         | 90+4’                                                                     |
| 12-11-2015                                                                | Dušanbe                                                                   | Tagikistan                                                                | 5 – 0                                                                     | Bangladesh                                                                | Qual. Mondiali 2018                                                       | 3                                                                         |                                                                           |
| 24-3-2016                                                                 | Adelaide                                                                  | Australia                                                                 | 7 – 0                                                                     | Tagikistan                                                                | Qual. Mondiali 2018                                                       | -                                                                         | 72’                                                                       |
| 29-3-2016                                                                 | Dušanbe                                                                   | Tagikistan                                                                | 0 – 1                                                                     | Kirghizistan                                                              | Qual. Mondiali 2018                                                       | -                                                                         |                                                                           |
| 2-6-2016                                                                  | Dušanbe                                                                   | Tagikistan                                                                | 5 – 0                                                                     | Bangladesh                                                                | Qual. Mondiali 2018                                                       | 1                                                                         |                                                                           |
| 7-6-2016                                                                  | Dacca                                                                     | Bangladesh                                                                | 0 – 1                                                                     | Tagikistan                                                                | Amichevole                                                                | -                                                                         |                                                                           |
| 6-9-2016                                                                  | Hebron                                                                    | Mandato di Palestina                                                      | 1 – 1                                                                     | Tagikistan                                                                | Amichevole                                                                | -                                                                         |                                                                           |
| 5-10-2016                                                                 | Dušanbe                                                                   | Tagikistan                                                                | 3 – 3                                                                     | Mandato di Palestina                                                      | Amichevole                                                                | -                                                                         |                                                                           |
| 9-11-2016                                                                 | Dušanbe                                                                   | Tagikistan                                                                | 3 – 0                                                                     | Turkmenistan                                                              | Amichevole                                                                | 3                                                                         |                                                                           |
| 13-11-2016                                                                | Dušanbe                                                                   | Tagikistan                                                                | 1 – 0                                                                     | Afghanistan                                                               | Amichevole                                                                | 1                                                                         |                                                                           |
| 24-3-2017                                                                 | Riffa                                                                     | Bahrein                                                                   | 1 – 1                                                                     | Tagikistan                                                                | Qual. Coppa d'Asia 2019                                                   | 1                                                                         |                                                                           |
| 28-3-2017                                                                 | San'a'                                                                    | Yemen                                                                     | 2 – 1                                                                     | Tagikistan                                                                | Qual. Coppa d'Asia 2019                                                   | -                                                                         |                                                                           |
| 13-6-2017                                                                 | Dušanbe                                                                   | Tagikistan                                                                | 3 – 4                                                                     | Filippine                                                                 | Qual. Coppa d'Asia 2019                                                   | 1                                                                         |                                                                           |
| 5-9-2017                                                                  | Katmandu                                                                  | Nepal                                                                     | 1 – 2                                                                     | Tagikistan                                                                | Qual. Coppa d'Asia 2019                                                   | 1                                                                         |                                                                           |
| 11-10-2017                                                                | Chujand                                                                   | Tagikistan                                                                | 3 – 0                                                                     | Nepal                                                                     | Qual. Coppa d'Asia 2019                                                   | 1                                                                         |                                                                           |
| 14-11-2017                                                                | Dušanbe                                                                   | Tagikistan                                                                | 0 – 0                                                                     | Yemen                                                                     | Qual. Coppa d'Asia 2019                                                   | -                                                                         |                                                                           |
| 27-3-2018                                                                 | Manila                                                                    | Filippine                                                                 | 2 – 1                                                                     | Tagikistan                                                                | Qual. Coppa d'Asia 2019                                                   | -                                                                         |                                                                           |
| 6-7-2019                                                                  | Bangalore                                                                 | India                                                                     | 2 – 4                                                                     | Tagikistan                                                                | Amichevole                                                                | -                                                                         | 71’                                                                       |
| 10-7-2019                                                                 | Chennai                                                                   | Tagikistan                                                                | 2 – 0                                                                     | Siria                                                                     | Amichevole                                                                | -                                                                         | 46’                                                                       |
| 15-7-2019                                                                 | Lucknow                                                                   | Malaysia                                                                  | 1 – 0                                                                     | Tagikistan                                                                | Amichevole                                                                | -                                                                         |                                                                           |
| 18-7-2019                                                                 | Hyderabad                                                                 | Tagikistan                                                                | 0 – 1                                                                     | Corea del Nord                                                            | Amichevole                                                                | -                                                                         |                                                                           |
| 5-9-2019                                                                  | Dušanbe                                                                   | Tagikistan                                                                | 1 – 0                                                                     | Kirghizistan                                                              | Qual. Mondiali 2022                                                       | -                                                                         | 89’                                                                       |
| 10-9-2019                                                                 | Ulan Bator                                                                | Mongolia                                                                  | 0 – 1                                                                     | Tagikistan                                                                | Qual. Mondiali 2022                                                       | -                                                                         | 87’                                                                       |
| 15-10-2019                                                                | Dušanbe                                                                   | Tagikistan                                                                | 0 – 3                                                                     | Giappone                                                                  | Qual. Mondiali 2022                                                       | -                                                                         | 65’                                                                       |
| 14-11-2019                                                                | Yangon                                                                    | Birmania                                                                  | 4 – 3                                                                     | Tagikistan                                                                | Qual. Mondiali 2022                                                       | 2                                                                         | 64’                                                                       |
| 18-11-2019                                                                | Biškek                                                                    | Kirghizistan                                                              | 1 – 1                                                                     | Tagikistan                                                                | Qual. Mondiali 2022                                                       | -                                                                         | 79’                                                                       |
| 15-2-2021                                                                 | Chengdu                                                                   | Cina                                                                      | 2 – 0                                                                     | Tagikistan                                                                | Amichevole                                                                | -                                                                         | 73’                                                                       |
| 23-3-2021                                                                 | al-'Ayn                                                                   | Giordania                                                                 | 0 – 1                                                                     | Tagikistan                                                                | Amichevole                                                                | 1                                                                         |                                                                           |
| 27-3-2021                                                                 | Dušanbe                                                                   | Tagikistan                                                                | 3 – 0                                                                     | Monaco                                                                    | Qual. Mondiali 2022                                                       | 1                                                                         | 78’                                                                       |
| 24-5-2021                                                                 | Baghdad                                                                   | Iraq                                                                      | 0 – 0                                                                     | Tagikistan                                                                | Amichevole                                                                | -                                                                         |                                                                           |
| 29-5-2021                                                                 | Nonthaburi                                                                | Thailandia                                                                | 2 – 2                                                                     | Tagikistan                                                                | Amichevole                                                                | -                                                                         |                                                                           |
| 7-6-2021                                                                  | Osaka                                                                     | Giappone                                                                  | 4 – 1                                                                     | Tagikistan                                                                | Qual. Mondiali 2022                                                       | -                                                                         | 59’                                                                       |
| 15-6-2021                                                                 | Dušanbe                                                                   | Tagikistan                                                                | 4 – 0                                                                     | Birmania                                                                  | Qual. Mondiali 2022                                                       | 1                                                                         | 90+1’                                                                     |
| 16-11-2021                                                                | Astana                                                                    | Kazakistan                                                                | 1 – 0                                                                     | Tagikistan                                                                | Amichevole                                                                | -                                                                         | 80’                                                                       |
| Totale                                                                    |                                                                           | Presenze                                                                  | 40                                                                        |                                                                           | Reti                                                                      | 19                                                                        |                                                                           |

## Palmarès

### Club

#### Competizioni nazionali
- Campionato tagiko: 5

Istiklol: 2020, 2021, 2022, 2023, 2024
- Coppa del Tagikistan: 2

Istiklol: 2022, 2023

### Individuale
- Capocannoniere del campionato tagiko: 1

2024 (12 reti)